# Адам Варга (футболіст)
Адам Варга (угор. Ádám Varga, нар. 12 лютого 1999, Будапешт, Угорщина) — угорський футболіст, воротар клубу «Ференцварош».

## Ігрова кар'єра

### Клубна
Адам Варга народився у Будапешті і є вихованцем столичного клубу «Ференцварош», де він займався футболом з 2006 року. Влітку 2015 року Варга підписав з клубом свій перший професійний контракт.
19 травня 2019 року Варга дебютував у чемпіонаті країни, коли вийшов на заміну в кінці матчу проти клубу «Академія Пушкаша». Після цього воротар три сезони провів в оренді у клубі другого дивізіону «Шорокшар». Сезон 2022/23 Варга також грав в оренді - у клубі Вищого дивізіону «Кечкемет».
Перед сезоном 2023/24 Вараг повернувся до «Ференцвароша».

### Збірна
У 2019 році Адам Варга провів три гри у складі молодіжної збірної Угорщини.

## Титули
Ференцварош
 Чемпіон Угорщини (4): 2015/16, 2018/19, 2023/24, 2024/25
 Переможець Кубка Угорщини: 2015/16
 Переможець Суперкубка Угорщини: 2015